# 扎克里韋齊
49°33′25″N 24°23′53″E / 49.55694°N 24.39806°E
扎克里韋齊（烏克蘭語：Закривець），是烏克蘭西部的村莊，隸屬利維夫州的斯特雷區。該村面積1.06平方公里，海拔高度320米，2019年人口26，人口密度每平方公里24.6人。